# Dărcăuții Noi, Soroca
Dărcăuții Noi este un sat din cadrul comunei Dărcăuți din raionul Soroca, Republica Moldova.

## Demografie

### Structura etnică
Conform recensământului populației din 2004, în satul Dărcăuții Noi mai locuia o singură persoană - o femeie de etnie română.
În anul 2014 satul nu mai avea nici un locuitor.